# Hydrodynamique navale

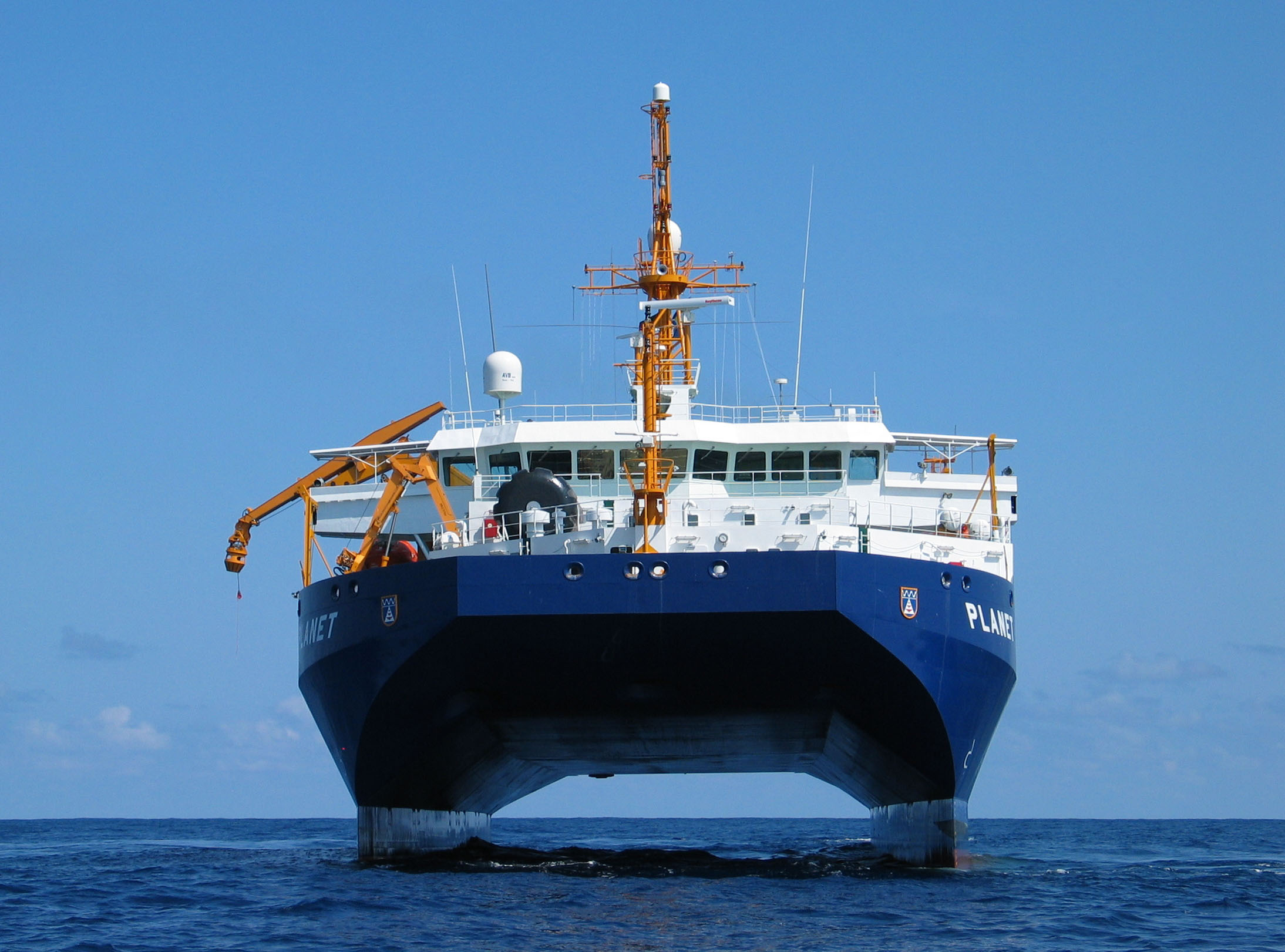
Exemple de Navire civil de type SWATH, conçu pour opposer moins de résistance hydrodynamique et mieux affronter les vagues, le vent ou les courants selon sa configuration d'utilisation (ballastage); celui-ci mesure 73 m

L'hydrodynamique navale peut se définir comme une branche de la mécanique des fluides consacrée à l'étude scientifique de la résistance à l'avancement d'une coque de navire et véhicules subaquatiques.

## Enjeux
Ce sont principalement des enjeux de sécurité et fiabilité (enjeux de sécurité maritime et assuranciels, car les matériaux d'un bateau hydrodynamique subissent moins de contraintes, de fatigue et devraient donc mieux vieillir. Ce sont aussi des enjeux de design et commerciaux, notamment liés à la vitesse, à l'efficacité énergétique et aux économies d'énergie et d'argent (90 % du commerce mondial s'effectue aujourd'hui par mer via le trafic maritime, et 98 % de la trainée des bateaux actuels (qui a un fort impact sur la consommation d'énergie du bateau) provient de la coque). 

## Histoire
Amorcée par les recherches d'Isaac Newton sur la coque de moindre résistance, elle a connu un développement considérable au XVIIIe siècle sous l'impulsion des recherches de Bouguer, Euler, d’Alembert et l’abbé Bossut ; toutefois, les premiers modèles prédictifs sont issus des travaux de Froude au XIXe siècle.

### Théorie des lignes de flottaison
La théorie des lignes de flottaison a été développée par John Scott Russell, un important constructeur naval britannique et scientifique. Il a développé cette théorie en 1835 lors de ses travaux pour améliorer les bateaux à vapeur. Ce dernier a fait valoir que la création de vagues serait la principale source de résistance des navires. Ainsi, en concevant les navires selon des courbes trigonométriques et certaines proportions, cette résistance pourrait être éliminée. 
Avant lui, de nombreux scientifiques et constructeurs navals s'étaient déjà intéressés à rechercher des méthodes justifiables pour améliorer les performances des navires. Par exemple, dès 1570 on peut retrouver des dessins du constructeur britannique Mathew Baker montrant un poisson hybride avec une tête de morue émoussée et un maquereau à queue effilée superposé à la coque d'un navire de guerre. Cela suggérait déjà à l'époque qu'un navire rapide doit avoir des lignes de flottaison pleines à l'avant et plus étroites et effilées à l'arrière. Russell s'est également largement inspiré des mathématiques de Newton et notamment du « solide de moindre résistance » pour faire ses premières expériences et développer sa forme de coque.
Les applications de la théorie des lignes de flottaison ont été nombreuses. On la retrouve par exemple entre 1852 et 1858 dans la construction d’un imposant navire, nommé le Great Eastern, destiné au transport de passagers australiens et indiens. Russell travaillait sur ce projet sous la direction de l’ingénieur Isambard Kingdom Brunel. Russell et Brunel s’entendaient bien et se rejoignaient dans leur intérêt pour l’ingénierie, les sciences et la haute société. Cependant lorsque des problèmes de construction survinrent, leur relation se dégrada et chacun commença à rejeter la faute sur l’autre.
Des théories alternatives à celle de Russel ont également vu le jour au milieu du XIXe siècle. Ainsi la marine britannique et la marine française ont développé leurs propres modèles et formules. Néanmoins, ces théories étaient basées sur des comparaisons entre différents navires, et non adaptables à des navires ayant des formes différentes. C’est pourquoi, la plupart des constructeurs navals ont choisi d’utiliser la théorie des lignes de flottaison de Russell.
Cependant, la théorie de Russell n'était pas exacte. Celle-ci relevait plus d'un concept de description géométrique que d'une réelle théorie physique. En effet, Russell ne donnait aucun moyen d'estimation de la résistance liée à la création de vague d'étrave. Il admettait simplement et à tort que, grâce à sa forme de coque il n'y avait aucune résistance aux vagues.
Des années 1840 aux années 1880, bien que cette théorie ne soit pas complètement valide, des constructeurs navals tels que John Willis Griffiths, Donald McKay et George Steers ont conçu leurs clippers et des yachts avec des coques conformes à la théorie de Russell. Celle-ci faisait également beaucoup parler d’elle dans des revues telles que Mechanics Magazine ou encore plus répandu Literary Gazette. Un officier naval britannique, nommé Edmund Gardiner Fishbourne, ayant de bonnes connaissances, à la fois en navigation et en sciences, a expliqué cette théorie dans son livre « Lectures on Naval Architecture (1846) » . Des auteurs comme Jules Verne ont également fait référence à la théorie de Russell. D'autre part, au XXe siècle, on retrouve encore cette théorie chez certains constructeurs navals et ingénieurs tels que dans les années 1930 l'architecte naval russe Vladimir Yourkevitch.
Le fait que la théorie de Russell se soit imposée comme la théorie dominante de l'hydrodynamique navale des années 1840 aux années 1890 s'explique notamment par le fait qu'il était soutenu par la « British Association for the Advancement of Science » (BAAS). La BAAS avait été créée quelques années auparavant en 1831 pour contrer le déclin de des sciences en Grande Bretagne et était très intéressée en l’hydrodynamique navale. Celle-ci lui octroya, entre 1837 et 1844, 1 132 £, soit l’équivalent de plus d’un million de dollars aujourd'hui. En outre, la persistance de géométries suggérées par la théorie de Russell peut également s'expliquer par le côté artistique des formes de coques développées. 

### L'hydrodynamique moderne
L'hydrodynamique navale a connu un fort développement au cours du XXe siècle du fait des avancées des méthodes de mesure et du développement des moyens de calcul et de modélisation numérique,.
En 2015, lors d'un concours de design énergétiquement efficient de coque (hydroContest 2015), certains prototypes en compétition ont diminué de 40 % leur consommation d'énergie par rapport aux formes classiques de coques, en positionnant la charge du bateau dans un compartiment de forme hydrodynamique (forme de torpille), loin sous la ligne de flottaison d'une "coque" supérieure. Ce concept inspiré du SWATH (Small Waterplane Area Twin Hull ; catamaran semi-submersible dont le centre de gravité peut être baissé par ballast, lui permettant de mieux résister aux vagues, mais en l'exposant plus aux forces des courants transversaux, grâce à un bas de chaque coque en forme de torpille) ; Cette configuration de coque permet une moindre consommation d'énergie, mais en raison de son tirant d'eau plus important, un gros navire de ce type ne peut pas circuler comme le ferait un catamaran normal en zone peu profonde, ou dans un port pas assez profond, sauf si un dispositif permet de facilement et rapidement remonter la « partie basse » du navire en surface dans les zones de moindre fond ou dans les ports.